# مصدر تفسيري
المصدر التفسيري هو شرح لمواد القانون ومصادرة المستمد منها ولا يقصد به إنشاء قوانين جديدة.